# Scuola di Francoforte

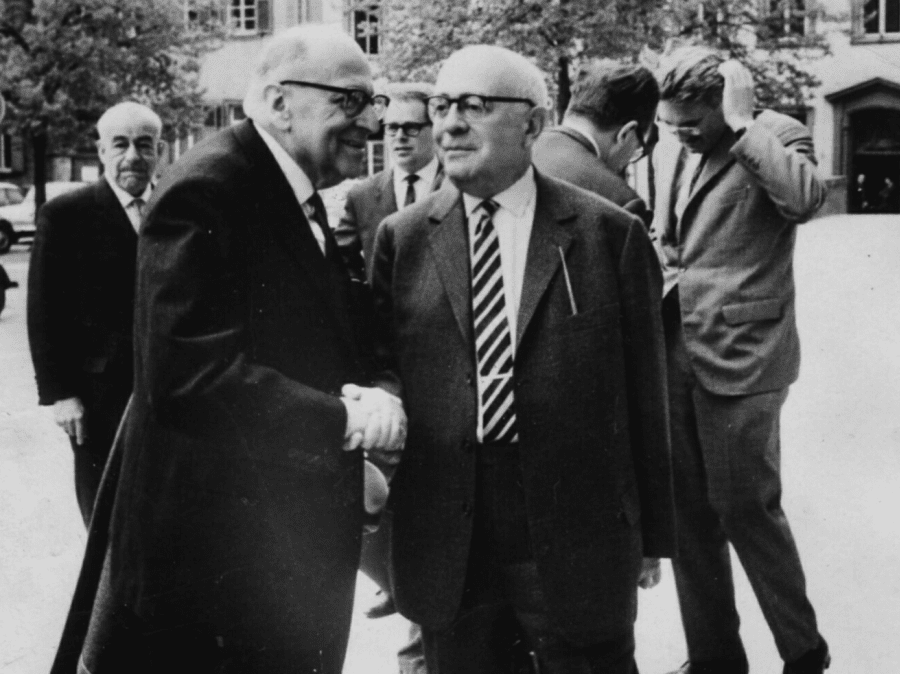
Max Horkheimer (a sinistra), Theodor Adorno (a destra) e Jürgen Habermas dietro a destra, nel 1965 a Heidelberg

La Scuola di Francoforte è una scuola sociologico-filosofica di orientamento neo-marxista. Il nucleo originario di tale scuola, formato per lo più da filosofi e sociologi tedeschi di origine ebraica, emerse nel 1923 nell'ambiente del neonato "Istituto per la Ricerca Sociale" (Institut für Sozialforschung) dell'Università Johann Wolfgang Goethe di Francoforte sul Meno, in Germania, sotto la guida dello storico socialista Carl Grünberg. Il nucleo successivamente si ampliò per numero di studiosi ed ambiti di ricerca. Il primo periodo di attività della scuola si inquadra nel primo dopoguerra, tra gli anni venti e gli anni trenta; all'avvento del Nazionalsocialismo il gruppo lasciò la Germania e si trasferì dapprima a Ginevra, poi a Parigi e infine a New York, dove continuò la sua attività. Dopo la seconda guerra mondiale alcuni esponenti (tra cui Adorno, Horkheimer e Pollock) tornarono in Germania per fondare un nuovo Istituto per la ricerca sociale.

## Descrizione
L'espressione "Scuola di Francoforte" (Frankfurter Schule) è una denominazione informale usata per designare quei pensatori che furono affiliati o influenzati dall'Istituto per la Ricerca Sociale: non fu mai la denominazione di alcuna istituzione, né i suoi appartenenti la usarono per descrivere sé stessi.
La scuola raccolse studiosi di diverse discipline e ambiti culturali, ma la linea di pensiero che ha accomunato tutti gli esponenti risiede nella critica della società presente, tendente a smascherare le contraddizioni del contemporaneo vivere collettivo. L'ideale di società e di uomo a cui fa riferimento questa critica è quella rivoluzionaria, sebbene in chiave utopistica, del marxismo; considerando l'elaborazione di questa filosofia da parte della Scuola autonoma e originale, per alcuni studiosi (come Horkheimer) implica un allontanamento da alcuni punti centrali del pensiero di Karl Marx. Nel complesso questa linea di interpretazione si pone polemicamente in contrasto con le correnti di pensiero marxiste diffuse all'inizio del secolo, influenzate o dall'ortodossia sovietica o dalle correnti revisioniste.
Le motivazioni storiche che stavano alla base della reinterpretazione e dello sviluppo della filosofia marxista da parte dei pensatori della Scuola affondavano le loro radici nel fallimento della rivoluzione della classe operaia nell'Europa occidentale, negli sviluppi della rivoluzione bolscevica, vista come esempio negativo di "rivoluzione fallita", e nell'ascesa dei totalitarismi in gran parte d'Europa, anche in nazioni economicamente, tecnologicamente, e culturalmente avanzate come la Germania; essi si prefiggevano di discernere quali aspetti del pensiero di Marx potessero effettivamente chiarire quell'evoluzione delle condizioni sociali che lo stesso Marx non aveva previsto.
Dalla Scuola emersero altri filoni di pensiero il cui obiettivo rimase sempre lo sviluppo critico del pensiero marxista, così da attualizzarlo e arricchirlo con l'analisi di altre discipline (psicoanalisi, sociologia).
Sotto questo aspetto pur non essendo né neomarxisti né appartenenti alla Scuola di Francoforte, Max Weber e Sigmund Freud esercitarono notevole influenza.
L'enfasi sulla componente "critica" della teoria derivava significativamente dal loro tentativo di superare i limiti del positivismo, del crudo materialismo, e della fenomenologia ritornando alla filosofia critica di Kant e dei suoi successori dell'idealismo tedesco, principalmente Hegel; in particolare con riferimento all'enfasi che questi pose sulla negazione e sulla contraddizione come proprietà intrinseche della realtà, nonché all'approccio totalizzante e globale con cui il filosofo tedesco aveva studiato i collegamenti tra i diversi aspetti del reale. Un'influenza decisiva la esercitò una pubblicazione nel 1930 concentrata sull'analisi dei Manoscritti economico-filosofici e dell'Ideologia tedesca, che mostrò gli elementi di continuità con l'hegelismo che caratterizzavano la filosofia di Marx: Marcuse ebbe il merito di articolare fra i primi il significato teoretico di questi testi.

## Storia

### Il primo periodo
L'istituto diede i contributi maggiori in relazione a due aspetti riguardanti la possibilità dei soggetti umani di agire razionalmente e prendersi così carico delle contraddizioni della propria società e degli sviluppi della propria storia. Il primo aspetto ha a che fare con quei fenomeni sociali che nel socialismo, alcuni  per vari aspetti, sono considerati sovrastruttura e ideologia: la famiglia, le strutture gerarchiche, il regno dell'estetica e della cultura di massa. Gli studi ebbero qui una preoccupazione comune riguardo all'abilità con cui il capitalismo distrugge le condizioni previe al nascere di una coscienza critica e rivoluzionaria. Questo significava arrivare ad una consapevolezza sofisticata della dimensione profonda dove l'oppressione sociale alimenta se stessa. Significava anche l'inizio di un'esplorazione da parte della teoria critica dell'ideologia come parte dei fondamenti della struttura sociale.
L'istituto e vari dei suoi collaboratori ebbero una gigantesca influenza (specie negli Stati Uniti d'America) sulle scienze sociali tramite la loro opera La personalità autoritaria, che condusse un'estesa ricerca empirica, usando categorie sociologiche e psicoanalitiche, al fine di caratterizzare gli impulsi che portavano le persone ad affiliarsi a o sostenere movimenti o partiti fascisti. Lo studio trovò che l'asserire l'esistenza di universali, o perfino di una verità, fossero tratti tipici del fascismo; mettendo in dubbio ogni nozione di un ideale superiore, o una missione comune per l'umanità, La personalità autoritaria contribuì in gran parte all'emergere della controcultura.
La natura del socialismo moderno costituiva il secondo punto focale dell'Istituto, e in questo contesto nacque il concetto di "teoria critica". Il termine era inteso per vari scopi - primo, contrastava nozioni tradizionali di teorie, che erano in gran parte o positivistiche o scientifiche. Secondo, il termine concedeva di evitare l'etichetta politicamente carica di "marxismo". Terzo, li metteva in connessione esplicita con la "filosofia critica" di Immanuel Kant, dove il termine "critica" voleva intendere la riflessione filosofica sui limiti di certi tipi di conoscenza e una connessione diretta tra una tale critica e l'enfasi sull'autonomia morale. In un contesto definito dal dogmatismo positivistico e scientifico da una parte e il "socialismo scientifico" dogmatico dall'altra, la teoria critica intendeva riabilitare tramite il suo approccio filosoficamente critico una svolta verso l'azione rivoluzionaria, o perlomeno la sua possibilità, in un periodo nel quale sembrava in declino.
Infine, nel contesto di ortodossia sia marxista-leninista che socialdemocratica, che sosteneva il marxismo come un nuovo tipo di scienza positiva, si stavano rifacendo all'epistemologia implicita di Karl Marx, come espressa nel Capitale, che si presentava come critica, volendo sottolineare che Marx stesse cercando di creare una nuova analisi critica, volta all'unità di teoria e pratica rivoluzionaria, invece che una nuova scienza positiva. Negli anni '60 Jürgen Habermas portò la discussione epistemologica ad un nuovo livello nella sua opera Erkenntnis und Interesse (versione italiana Conoscenza e interesse), identificando la conoscenza critica come basata su principi che la rendevano differente sia dalle scienze fisiche che da quelle umanistiche, attraverso l'orientamento sulla riflessione ed emancipazione.
Mentre la distinzione di Horkheimer tra teoria tradizionale e teoria critica in un certo senso ripeteva solo la dichiarazione di Marx che i filosofi avessero sempre solo interpretato il mondo e che ora si trattava di cambiarlo, l'istituto, nella sua critica all'ideologia, sfidò correnti filosofiche come il positivismo, la fenomenologia, l'esistenzialismo, e il pragmatismo, con una critica implicita del marxismo contemporaneo, che aveva trasformato la dialettica in una scienza o metafisica alternative. L'istituto tentò di riformulare la dialettica come un metodo scientifico concreto, continuamente attento alle specifiche radici sociali del pensiero e della specifica costellazione di forze che influenzavano la possibilità di liberazione. Conseguentemente, la teoria critica rifiutò la metafisica materialista della ortodossia marxista. Per Horkheimer e i suoi colleghi, il materialismo significava l'orientamento della teoria verso la pratica e verso la soddisfazione delle necessità umane, non una dichiarazione metafisica sulla natura della realtà.

### Il secondo periodo
La seconda fase del pensiero critico della Scuola di Francoforte viene a definirsi principalmente in due opere che costituiscono dei classici del pensiero del XX secolo: Dialettica dell'illuminismo (Horkheimer e Adorno) e Minima Moralia (Adorno), entrambi scritti durante l'esilio statunitense dell'Istituto, negli anni del nazismo. Pur conservando molto dell'analisi marxiana, in questi lavori la teoria critica muta il suo punto focale. La critica del capitalismo diviene una critica della civiltà occidentale a tutto tondo. La Dialettica dell'illuminismo, usa l’Odissea come paradigma per l'analisi della coscienza borghese. Horkheimer e Adorno già presentano in questi lavori molti temi poi venuti a dominare il pensiero sociale degli anni recenti: la dominazione della natura appare centrale nella civiltà occidentale molto prima che l'ecologia diventi lo slogan dei giorni nostri.
L'analisi della ragione ora passa allo scalino successivo. La razionalità della civiltà occidentale sembra una commistione di dominio e razionalità tecnologica, portando ogni natura, interna ed esterna, ad essere assoggettata all'uomo. Tuttavia lo stesso soggetto viene inghiottito in questo processo e nessuna forza sociale analoga al proletariato può essere identificata come quella che permetterà al soggetto di emanciparsi. Da qui il sottotitolo dei Minima Moralia. Riflessioni dalla vita offesa. Dalle parole di Adorno:
Di conseguenza, in un tempo in cui sembra che la realtà  stessa sia divenuta ideologia, il più grande contributo che la teoria critica può dare è quello di esplorare le contraddizioni dialettiche dell'esperienza soggettiva ed individuale da una parte, e di preservare la verità della teoria dall'altra. Anche la dialettica può divenire un mezzo per la dominazione: «La sua verità o falsità non è, perciò, inerente a ciò che riguarda il metodo in sé, ma alla sua intenzione nel processo storico». E questa intenzione deve rivolgersi verso la felicità e verso la libertà: «La sola filosofia che può essere praticata responsabilmente a dispetto della disperazione è quella che cerca di contemplare ogni cosa come se si presentasse dal punto di vista della redenzione». Ecco quindi quanto è lontana la conclusione di Adorno rispetto all'ortodossia marxista: «Ma accanto alla richiesta posta in questo modo sul pensiero, il problema della realtà o dell'irrealtà della redenzione diventa centrale in modo determinante».
Adorno, musicista navigato, scrisse la Filosofia della musica moderna in cui, in sostanza, polemizza contro la "bellezza" in sé - poiché è diventata parte del sistema capitalistico progredito e della falsa coscienza che contribuisce a imbellettarlo. L'avanguardia artistica e musicale conservano la verità catturando la realtà della sofferenza umana. Per cui:
Questa visione dell'arte moderna come produttrice di verità solo attraverso la negazione della forma estetica tradizionale e delle norme tradizionali della bellezza (poiché sono divenute ideologiche) è tipica di Adorno e della Scuola di Francoforte. Viene criticata da coloro che non ne condividono l'idea di una società moderna concepita come una falsa totalità che rende obsolete le concezioni tradizionali e le sue immagini di bellezza e armonia.

### Il terzo periodo
Il terzo periodo della Scuola di Francoforte coincise col periodo post-bellico, in particolare dai primi anni 50 alla metà degli anni 60. Con la crescita della società industriale avanzata sotto le condizioni della Guerra Fredda, i teorici della critica riconobbero che la struttura del capitalismo e della storia erano cambiati in modo decisivo, che i metodi oppressivi operavano in modo diverso, e che la classe lavoratrice industriale non incarnava più la ferma negazione del capitalismo. Questo condusse al tentativo di radicare la dialettica in un metodo di assoluta negatività, come nell'Uomo a una dimensione di Marcuse o nella Dialettica negativa di Adorno. Durante questo periodo l'istituto di ricerca sociale si ristabilì a Francoforte (sebbene molti dei suoi associati fossero rimasti negli Stati Uniti), con il fine non di continuare la ricerca ma di diventare una forza dominante nell'istruzione sociologica e nella democratizzazione della Germania Occidentale. Questo portò a una certa "sistematizzazione" dell'intera analisi teoretica e ricerca empirica dell'Istituto.
Più importante, invece, è il tentativo della Scuola di Francoforte di definire il fato della ragione nel nuovo periodo storico. Mentre Marcuse procedette tramite un'analisi di cambiamenti strutturali nei processi di lavoro sotto regime capitalistico e le caratteristiche intrinseche della metodologia della scienza, Horkheimer e Adorno si concentrarono su un riesame dei fondamenti della teoria critica. Questo tentativo appare in forma sistematica nell'opera di Adorno Dialettica Negativa, che tenta di ridefinire la dialettica per un'era in cui «la filosofia, che un tempo sembrava superata, continua a vivere perché mancò il momento di realizzarla». La dialettica negativa concepisce l'idea del pensiero critico espressa in modo tale che le strutture per la dominazione non possano servirsene. La sua nozione centrale, che fu a lungo un punto focale per Horkheimer e Adorno, suggerisce che il peccato originale del pensiero stia nel suo tentativo di eliminare tutto ciò che è diverso dal pensiero, il tentativo da parte del soggetto di divorare l'oggetto, l'anelare all'identità. Questa riduzione rende il pensiero il complice della dominazione. La Dialettica Negativa salva la "preponderanza dell'oggetto", non attraverso un'epistemologia ingenua o un realismo metafisico, ma tramite un pensiero basato sulla distinzione, il paradosso e l'inganno: una "logica di disintegrazione". Adorno critica complessivamente l'ontologia fondamentale di Heidegger, che reintroduce concetti idealisti e basati sull'identità sotto le spoglie di un superamento della tradizione filosofica.
La Dialettica negativa si erge a monumento della fine della tradizione del soggetto individuale quale obiettivo della critica. Senza una classe lavoratrice rivoluzionaria, la scuola di Francoforte non ebbe nessuno a cui riferirsi tranne l'individuo soggettivo. Ma, dal momento che la base sociale liberal-capitalistica dell'individuo autonomo retrocedeva verso il passato, la dialettica basata su di esso diventava sempre più astratta. Questo aiutò ad aprire la strada verso la quarta, corrente fase della scuola di Francoforte, formata dalla teoria della comunicazione di Habermas.
Il lavoro di Habermas usufruisce dei costanti interessi della scuola di Francoforte verso la razionalità, il soggetto umano, il socialismo democratico, il metodo dialettico e riesce a ribaltare una serie di contraddizioni che avevano sempre reso debole la teoria critica: le contraddizioni tra il metodo materialista e trascendentale, tra la teoria sociale marxiana e i presupposti del razionalismo critico, fra razionalizzazione tecnica e sociale e tra i fenomeni culturali e psicologici da una parte e la struttura economica della società dall'altra. La scuola di Francoforte evitò di prendere una posizione riguardo alla precisa relazione tra il metodo materialista e quello trascendentale, il che portò alla confusione tra i lettori e ambiguità nei loro testi. L'epistemologia di Habermas sintetizza queste due tradizioni mostrando che l'analisi fenomenologica e quella trascendentale si possono sussumere sotto una teoria materialista di evoluzione sociale, sebbene la teoria materialista abbia senso solo se intesa quale parte di una teoria quasi-trascendentale della conoscenza emancipatrice, che è l'immagine riflessa a se stessa dell'evoluzione culturale. La natura simultaneamente empirica e trascendentale della conoscenza emancipatrice diviene la pietra su cui si fonda la teoria critica.
Ponendo le condizioni di razionalità nella struttura sociale dell'uso del linguaggio, Habermas muove il luogo della razionalità dal soggetto autonomo all'intersoggettività. Razionalità non è una proprietà di individui in sé, ma di strutture di comunicazione non distorta. Con questa nozione Habermas ha oltrepassato l'ambiguità del soggetto nella teoria critica. Se la società capitalistica e tecnologica indebolisce l'autonomia e la razionalità del soggetto, ciò non avviene attraverso la dominazione del soggetto da parte dell'apparato ma attraverso una razionalità tecnologica che sostituisce una descrivibile razionalità di comunicazione. Nelle sue riflessioni di etica comunicativa come punto più alto nell'interna logica dell'evoluzione di un sistema etico, Habermas suggerisce la sorgente di una nuova prassi politica che incorpora di imperativi della razionalità evoluzionista.
La teoria critica della Scuola di Francoforte ha influenzato alcuni frangenti della sinistra e del suo pensiero (in particolare la nuova sinistra). Herbert Marcuse è spesso citato come il teorizzatore o progenitore della nuova sinistra. Il loro lavoro è stato inoltre di grande importanza per il dibattito sulla cultura popolare e ha prodotto studi sulla cultura popolare di livello accademico.

## Principali esponenti della Scuola di Francoforte
Fra i principali esponenti della Scuola di Francoforte, ricordiamo:
- Theodor Adorno
- Max Horkheimer
- Herbert Marcuse
- Alfred Sohn-Rethel
- Leo Löwenthal
- Franz Neumann
- Franz Oppenheimer
- Friedrich Pollock
- Erich Fromm
- Alfred Schmidt
- Jürgen Habermas
- Wolfgang Streeck
- Oskar Negt
- Karl A. Wittfogel
- Susan Buck-Morss
- Axel Honneth
- Franz Borkenau
- Walter Benjamin

## Critiche alla Scuola di Francoforte
Sono emerse diverse critiche contro la Scuola di Francoforte.
- Una critica è che la prospettiva intellettuale della Scuola di Francoforte è romantica, una critica elitista della cultura di massa da parte di neo-marxisti travestiti: quello che interessa davvero questi critici non è l'oppressione sociale, ma che alle masse piacciano Ian Fleming o i Beatles invece di Samuel Beckett o Anton Webern.
- Un'altra critica, posta dalla sinistra, è che la teoria critica sia una forma di idealismo borghese che, quindi, non ha alcuna relazione con la prassi politica ed è isolata da ogni concreto movimento rivoluzionario.

Entrambe le critiche erano intese nella frase di György Lukács "Grand Hotel dell'Abisso" come condizione culturale che imputava ai membri della Scuola di Francoforte.
Importanti critici della Scuola di Francoforte.
- Henryk Grossman
- György Lukács
- Umberto Eco